# Привіт, Мейбл
Привіт, Мейбл (англ. Hello, Mabel) — американська короткометражна кінокомедія Мака Сеннета 1914 року з Мейбл Норманд в головній ролі.

## У ролях
- Мейбл Норманд — Мейбл
- Мак Свейн — чоловік, що фліртує
- Еліс Девенпорт — його дружина
- Х. МакКой — хлопець Мейбл
- Чарлі Чейз — бос Мейбл
- Філліс Аллен — жінка в залі
- Чарльз Ейвері — чоловік в телефонній кабінці
- Чарльз Беннетт — бізнесмен
- Нік Коглі — бізнесмен
- Честер Конклін — бізнесмен
- Джесс Денді — бізнесмен
- Мінта Дарфі — інший оператор
- Воллес МакДональд — асистент бізнесмена
- Аль Ст. Джон — чоловік в лобі